# Марубини
Марубините (на италиански: Marubini, на местен диалект: marübiin, marübeen) са вид италианска пълнена паста, призната за традиционен хранителен продукт на регион Ломбардия.
Те са традиционно ястие от района на Кремона с пълнеж на базата на задушено месо (бразато), pistöm (смес от кремонски салам), Грана Падано и индийско орехче. Имат кръгла и дебела или квадратна форма. Приготвят се и се сервират в три филтрирани бульона на основата на говеждо, кокошка или салам за готвене. Обикновено се консумират и в долната част на Пиаченца (Баса пиачентина).

## Етимология
Названието на марубините (Marubéen) идва от рубина (скъпоценен камък с червен цвят – rubeu (m) като слънцето, от което марубиното приема кръглата форма с назъбени ръбове, подобни на лъчи), rub' (арабска мярка за вместимост) и maròon (кестен), които определят неговата форма и размер от приблизително една кремонска унция (4 см).

## История
Марубините са известни от 16 век и са класическо ястие, чиято традиционна рецепта е заверена с нотариален акт от Италианската кулинарна академия. Въпреки че оригиналната форма на марубините е кръгла, някои признават и квадратната форма или тази на полумесец.
През 13 век Джамбонино от Кремона пише: „Правиш сфоля (кора) и се забавяш, за да приготвиш малки рубинени тортели с пълнеж, начукан от говеждо, телешко и животно със задушени мозък и miolla, ароматизирани с градински чай, розмарин, шафран и индийско орехче. Готвиш в три бульона от скопен петел, пилешки, кравешки и саламен, зеленчуци и накрая завършваш с настъргана стара грана“.
За разлика от тортелите от Кремона, сервирани сухи, марубините се приготвят в три бульона от три различни вида месо (говеждо, пилешко и телешко), с ценения вариант от месо от скопен петел, както желае Бокачо. Оригиналната форма на марубиното е тази на кестен и придирчивите любители на ценната храна искат диаметърът на кръглото опаковане да отговаря на мярката на гръцкото P.

## Общи характериситки
Марубините са тортели с месен пълнеж, характерни за района на град Кремона. В основа на пълнежа е телешката кайма, маринована за 10 часа и след това сварена, бразирана или задушена, с добавка на зеленчуци, телешко, печено с масло и ароматизирано с градински чай или розмарин. Подправят се с Грана Падано. Тестото им се получава чрез обработката на пшенично брашно, яйца и зехтин.
Марубините са с размер на орех, с кръгла, квадратна или с формата на пай форма, характерна за културите в центъра на Паданската низина. Те се сервират в традиционните „три бульона“ от пиле, скопен петел или кокошка, с говеждо, свинско и зеленчуци.
През 2003 г. Академията за италианска кухня определя раждането на рецептата около 16 век с нотариален акт.